# Каракачанска овца
Вижте пояснителната страница за други значения на Овца.
Каракачанската овца е примитивна българска порода овца с предназначение добив на вълна, мляко и месо.

## История
В българските земи са намерени изображения на овце и кочове по керамични съдове от времето на разцвета на тракийската цивилизация. Белезите им са сходни на днешните каракачански овце. Каракачанската овца е плод на народната селекция на овчарите номади – предимно каракачани, а също и куцовласи и юруци. Това е една от най-древните породи на Балканския полуостров. В продължение на векове населението, което е отглеждало тези овце, е мигрирало през зимата в Беломорска Тракия, Егейска Македония или в Странджа, напускайки летните пасища в Стара планина или други планини. Каракачаните са прехождали заедно със своите стада и с кервани от каракачански коне, натоварени с пити от балкански кашкавал, бяло саламурено сирене в толуми за сирене и чували с вълна – всичките продукти от каракачанска овца.
След принудителното заселване на каракачаните от България в градовете и наложената им забрана за преминаване на границата с Гърция, част от овцете са изклани, а останалите са кръстосани с различни породи овце в национализираните стопанства. Кръстосването е било предимно с Цигай. Според класификацията на ФАО породата е обявена като рядка, застрашена от изчезване. През 1972 г. е разработена система за консервиране на породата, като животните са настанени предимно в научни институти и държавни стопанства. Броят им във всяко от тях не надвишавал 200 – 500 бр.

## Разпространение
Представителите на каракачанската порода овце се отглеждат в планински и полупланински селища на България. Породата е много рядка. Среща се и в съседни страни – Северна Македония и Гърция, но и в тях е със статут на застрашена от изчезване порода. През 2001 година Българско дружество за опазване на биологичното разнообразие SEMPERVIVA стартира проект за опазване на каракачанската овца, каракачанския кон и каракачанското куче, като едни от най-старите породи в Европа. В рамките на проекта се създава нуклеусно стадо каракачански овце от оригиналния стар тип на породата. Стадото се отглежда в Център за редки породи в с. Влахи. Овцете пасат целогодишно, като извършват сезонни трансхуманантни преходи от зимни към летни пасища. Летните пасища са на 2300 – 2600 м надморска височина в Пирин. В края на 2003 година е учредена Асоциация за развъждане на местни автохтонни породи в България (АРМАПБ) и каракачанската овца е една от четирите приоритетни за нея породи домашни животни. Тя е включена за подпомагане по Агро-екологичната мярка 1.3 на Програма САПАРД, в резултат на което поголовието на породата в страната постепенно нараства. Породата е включена за подпомагане и по Програма за развитие на селските райони, Мярка „Агроекология“.
Към 2008 г. броят на представителите на породата е бил неправилно калкулиран от структурите на Министерство на земеделието и храните и новосформирани асоциации на 7108 индивида. В тази бройка са вписвани неправомерно непородни овце и кръстоски и за тях са отпускани субсидии. Реалният брой на типичните представители на породата в България през 2008 г. е 550 животни.
Рисков статус – рядко разпространена.

## Описание
Каракачанската овца издържа на неблагоприятни условия, не е взискателна към храната, фуражни и теренни условия и е пригодена за дълги преходи през пресечени местности. Притежава отлична резистентност към климатичните условия и на заболявания. Добре сложена е и има жив темперамент.
Овцете са предимно черни на цвят, но се срещат и бели. Те са с груба вълна, с косичест строеж, която за една година тя израства с 25 – 40 см. Този строеж на руното позволява бързото оттичане на водата при честите валежи в планината, като така запазва тялото на животното сухо. Вълната е смесена, груба, с ясно очертан фитилест строеж. В нея се срещат не само осилести, преходни и пухови, но и сухи, мъртви и други влакна. Нежността на влакната варира – от 37 до 60 µ. В повечето случаи вълната е черна, бозава, сива и рядко бяла. Вълнодобивът от овцете е 1,1 – 1,3 кг, а от кочовете е 1,5 кг. Тази вълна има изключителни свойства за изготвяне на кичета и битови изделия от естествено оцветена вълна. Строежът ѝ е уникален – сравнително слабо развита сърцевина, което я прави изключително здрава, свойство, което не притежават останалите известни породи с килимен тип вълна в света.
Каракачанската овца е дребна, приземна овца, със здрава костна система и твърди копита. Живото тегло на овцете е 25 – 35 kg, а на кочовете 35 – 55 kg. Мъжките животни имат дълги, здрави, спираловидно завити рога. Овцете са безроги, но се срещат и рогати. Профилната линия на главата е слабо извита. Главата и предните крака са голи. Лигавицата около очите и носа е черна. Гърдите и гръдният кош са плитки и тесни. Тялото е компактно, крупата е свлечена, което е свързано с пашата на силно наклонени терени. Краката са здрави и тънки. копитата са здрави. Опашката е къса и достига малко над скакателните стави. Това е предимство при преходите, които се правят от животните. В корена на опашката натрупват известно количество мазнини, което позволява по-лесната им адаптация през неблагоприятните зимни месеци.
Вимето е добре развито, със средно големи цицки. Издояването е леко и пълно. Млечността не е висока – от 40 до 55 литра за лактационен период.
Плодовитостта също не е висока (108 – 110%), близненето при каракачанските овце е рядко явление. Агнетата се раждат малки с ниско живо тегло, но са изключително жизнени и растат интензивно през първия месец. Това става благодарение на добрата млечност и отличните майчински качества на родилите ги овце.